# José Mba Nchama
José Mba Nchama (geb. 17. Oktober 1965) ist ein ehemaliger äquatorialguineischer Judoka. Er startete in der Gewichtsklasse Halbmittelgewicht. Er trat bei den Olympischen Sommerspielen 2008 in Peking an.

## Sport
Er war der bereits 42 Jahre alt, als er im Wettbewerb Halbleichtgewicht (81 kg) antrat. Er verlor in der zweiten Runde durch einen ippon und einen kata-gatame (Sieben-Mattengriff) gegen den Montenegriner Srđan Mrvaljević. Er kam auf Rang 21.